# Adolphe Demets
Adolphe Demets (Ronse, 13 februari 1879 - 17 november 1947) was een Belgisch senator.

## Levensloop
De Mets was socialistisch vakbondssecretaris. In Ronse werd hij gemeenteraadslid vanaf 1921 en schepen in 1928 tot 1932.
In 1932 werd hij rechtstreeks verkozen socialistisch senator voor het arrondissement Oudenaarde-Aalst en van 1936 tot 1946 was hij provinciaal senator voor Oost-Vlaanderen.